# الحطانية
الحطانية قرية صغيرة تتبع ناحية القدموس في منطقة بانياس التابعة لمحافظة طرطوس.